# William Paterson (comerciante)

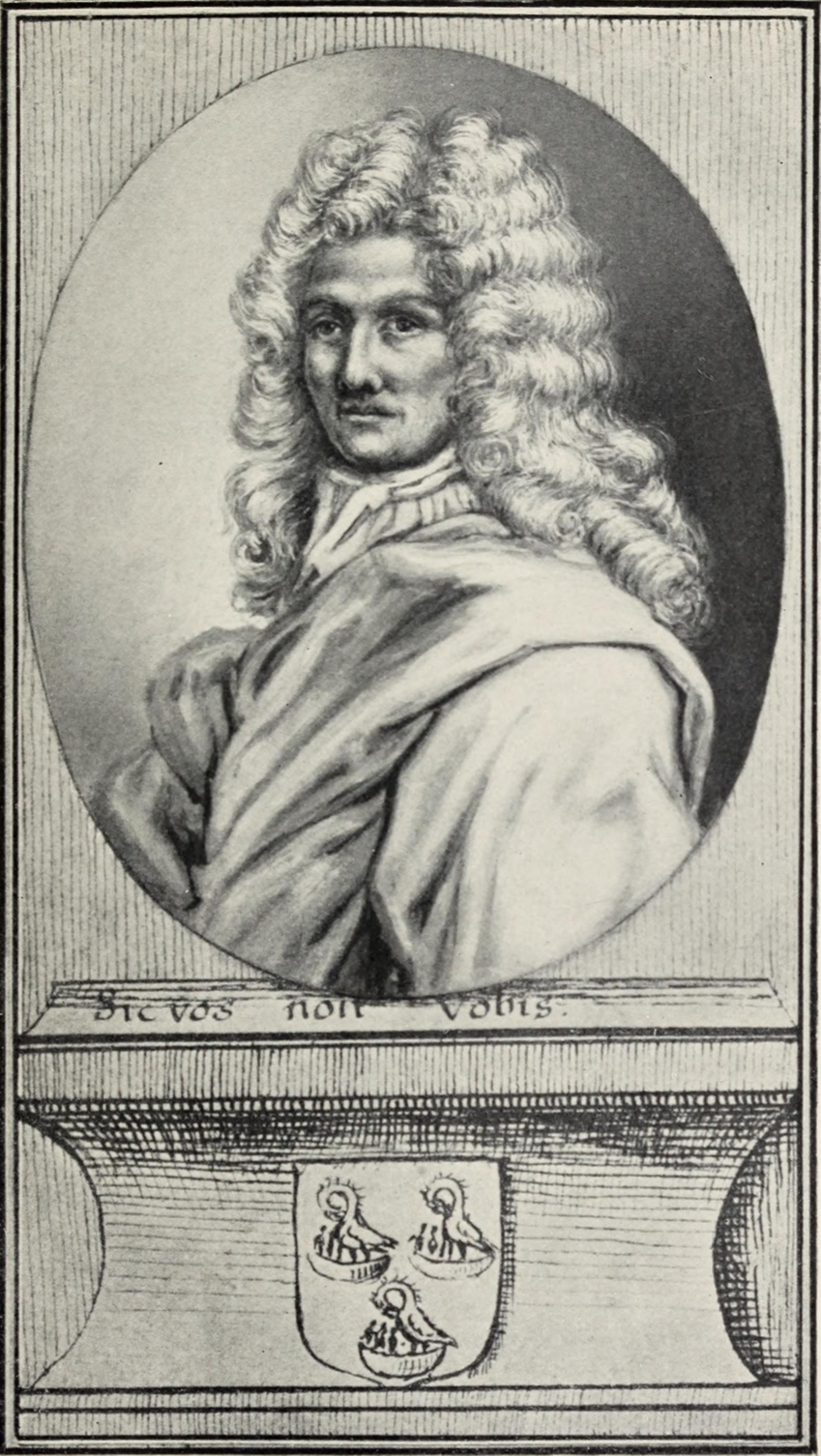
Willian Paterson

William Patterson (Dumfries and Galloway, abril de 1658 - Londres, 22 de janeiro de 1719) foi um comerciante, escritor e político escocês, fundador do Banco da Inglaterra (do inglês: Governor and Company of the Bank of England, 1694) e, fundador da colônia escocesa da Nova Caledônia na província de Darién (Panamá).

## Biografia
William Paterson nasceu em uma fazenda na Escócia, provavelmente criado por parentes na cidade de Bristol (Inglaterra). Aos 17 anos mudou para a cidade de Boston ( Massachusetts), onde casou-se com Elizabeth Turner (viúva de um ministro presbiteriano). Depois, mudou-se para as Bahamas. 
No início da década de 1680, retornou à Europa, onde estabeleceu relações comerciais em Hamburgo e Amsterdã. 
Em 1681, ingressou na Worshipful Company of Merchant Taylors, uma guilda de comerciantes de tecidos (sindicato). No final do século XIX aumentou consideravelmente sua fortuna e tornou-se conhecido nos cafés da Lombard Street (Califórnia) como um proponente de ideias empresariais sofisticadas.

### Antecedentes
Após a morte de Carlos II em 1685, a Inglaterra passou por outro período de instabilidade. Jaime II assumiu o trono e fez mudanças para catolicizar a Inglaterra, provocando assim uma tremenda resistência, quando vários oponentes Whig e Tory convidaram Guilherme de Orange da Holanda para assumir o trono, que era neto de Carlos I e casado com a realeza inglesa, portanto existia possibilidade de reivindicação da herança real.
Em 1688, Guilherme reuniu uma grande frota e fez a primeira invasão marítima bem-sucedida das Ilhas Britânicas desde 1066. Quando Guilherme foi coroado rei, descobriu que o governo inglês era uma espécie de fixador superior. A receita anual foi de £ 1,7 milhão de libras, dos quais £ 1,1 milhão foi imediatamente negociado, para pagar por um militar que precisava urgentemente de reparos.
Esse era um problema grave. Luís XIV da França era agressivamente católico e ambicioso, procurando expandir seu território por meio de uma série contínua de guerras. O principal objetivo de William era contra-atacar Louis. Era necessário dinheiro novo, e não viria dos ourives. O parlamento ainda não confiava em William e, como tal, votou apenas em impostos anuais que precisavam ser renovados regularmente.
Uma série de novos impostos foi introduzida, bem como uma loteria. Em 1694, o orçamento do governo triplicou, para £ 5 milhões. Esse era o custo de uma competição adequada entre o estado-nação e a França. Todos os novos impostos, no entanto, ainda produziam um déficit, e o governo precisava de £ 1,2 milhão. 25 Havia urgência para encontrar o dinheiro necessário, por causa das necessidades militares em andamento.

#### Apresentação do banco
Em 1692, Paterson reuniu-se com uma comissão parlamentar encarregada de encontrar novas formas de financiar a Guerra do Rei Guilherme (parte da Guerra dos Nove Anos, 1688-1697), onde propôs criar uma empresa pública, um fundo monetário (com juros) cujos ativos financeiros seriam usados para emprestar dinheiro ao governo a taxas de juros favoráveis (semente do Banco da Inglaterra, atual banco central do Reino Unido). Assim, os acionistas poderiam ganhar juros sobre seus depósitos, a empresa obteria lucro com a diferença entre as distribuições aos acionistas e a taxa de juros dos empréstimos do governo, e o governo teria uma fonte de dinheiro estável e confiável.
A primeira proposta de Paterson foi rejeitada como "muito holandesa". Pouco depois da Revolução Gloriosa (1688/1689), que destronou o rei absolutista fazendo a Inglaterra apoiar o governador holandês Guilherme de Orange-Nassau como rei e Maria Stuart como rainha (fim da monarquia absolutista inglesa); após isso, outra influência holandesa não era desejada. Apenas em 1693/1694 a terceira versão do plano de Paterson de criar o banco central inglês foi aceita (estatizado em 1946), quando o comerciante Michael Godfrey e o secretário do Tesouro Charles Montagu apoiaram - que tinha um déficit de £ 1 milhão de libras - assim apresentou Paterson a outros parlamentares. Em abril de 1694, uma lei foi aprovada para redirecionar vários impostos (incluindo impostos sobre o álcool) ao fundo destinado a fundar o Banco da Inglaterra.
Em junho de 1694, começou o período de assinatura, após dez dias, as ações no valor de £ 1,2 milhão de libras já haviam sido subscritas. O banco foi oficialmente fundado em julho, Paterson nomeou um de seus 24 diretores.
Mas Paterson teve um plano para um novo fundo monetário  para apoiar órfãos em Londres, que foi visto pelo conselho como uma competição com o banco (concorrência), assim Paterson foi incitado a renunciar. Em fevereiro de 1695, ele renunciou indignado e vendeu suas ações no banco.

## Escócia
Paterson conheceu Andrew Fletcher, Laird de Saltoun, em Londres. Na primavera de 1695, ambos viajaram juntos para a Escócia. O vizinho Saltouns na Escócia, John Hay, Marquês de Tweeddale, foi Lord High Commissioner, representante pessoal de James II no Parlamento Escocês. Paterson e Fletcher queriam solicitar seu apoio ao plano de Paterson para uma colônia na América Central, especificamente em Darién (Panamá). O momento era ideal, Hay estava sob grande pressão política para responsabilizar os responsáveis pelo massacre de Glencoe . O projeto de uma colônia no Panamá foi útil como diversão para Hay: no discurso de abertura do Parlamento em 1695 ele anunciou um ato para encorajar uma colônia escocesa. O ato incluiu a formação da Company of Scotland Trading with Affrice and the Indies.
As intenções da Escócia emergem da lei: a empresa teve o monopólio do comércio não europeu da Escócia por 31 anos, foi isenta de impostos por 21 anos, foi autorizada a construir e equipar navios por 10 anos e, tinha o direito de se apoderar de "terras desabitadas". Tanto o comércio com “as Américas” quanto a construção de navios de guerra foram explicitamente mencionados na lei. Em suas propostas, Paterson havia sonhado com um centro comercial central entre a Europa e a Ásia, a realização do sonho de Colombo. Ele alegou que Darién não era uma possessão espanhola e retratou a vida lá de uma forma excessivamente positiva: o solo era fértil, o clima temperado, o mar repleto de tartarugas (comestíveis) e o terreno plano e ideal para o transporte de mercadorias entre oceanos.

## Companhia da Escócia
Depois que os interesses econômicos ingleses impediram a venda de títulos da Company of Scotland em Londres, o livro de assinaturas foi finalmente publicado. Inaugurado em Edimburgo em fevereiro de 1696. Em poucas semanas, £ 400 mil libras em títulos foram subscritos, o equivalente a cerca de um quarto da riqueza nacional da Escócia. Paterson entregou seus papéis da Colônia à Companhia, deu a John Smith uma quantia substancial do estoque da Companhia para compras iniciais e agora estava viajando para Hamburgo para solicitar financiadores alemães e holandeses.
Em Hamburgo, ele descobriu que o cônsul inglês, Sir Paul Ryant, estava provocando sentimentos contra ele e a Companhia da Escócia. Sem o apoio dos banqueiros da Europa continental, Paterson voltou a Edimburgo, onde soube que Smith havia desviado o dinheiro da Companhia e fugido para Londres. Embora Paterson tenha sido absolvido de todas as acusações, ele foi excluído da administração da empresa.
Apesar de tudo, quando a frota expedicionária finalmente partiu para Darién em 1698, Paterson também seguiu com a esposa e filho. Em outubro, chegando ao Caribe, a frota capturou uma ilha desabitada entre Porto Rico e Saint Thomas. Para surpresa dos colonos, um oficial enviado a St. Thomas pelos ingleses logo lhes explicou que esta ilha era propriedade do rei dinamarquês. Um pirata chamado William Alliston, que Paterson conheceu em sua primeira estada no Caribe, havia observado a frota escocesa, concordou em sua mediação em guiar a frota para Darién.

## Colónia escocesa em Darien

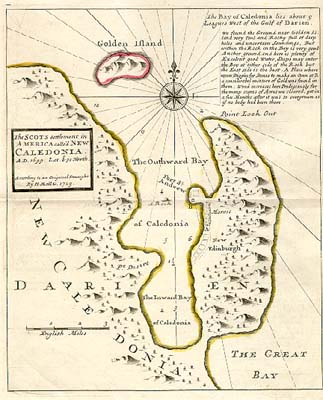
A península na qual a Nova Caledônia foi fundada

#### Antecedentes
No final do século XVII, as potências europeias estavam ativamente envolvidas na expansão ultramarina. As colónias custavam muito direito, tinham enormes incertezas, mas prometiam lucros milionários. As nações ibéricas tinham avanço significativo na ramo, mas contavam naquele momento com a concorrência muito eficaz de ingleses, franceses e, sobretudo, dos holandeses, que utilizavam um modelo de companhias capitalistas para financiar a exploração colonial.  
Em 1695, os escoceses tentaram imitar o modelo holandês, criando a Companhia do Comércio da Escócia no continente africano e nas Índias, devido a garantia de monopólio nas trocas com estas regiões e a intenção de criar uma colónia no Istmo do Panamá; ideia do comerciante William Patterson, que conhecia as Bahamas e inspirara-se no mapa do mundo: este istmo era bem estreito junto à baía de Darién, que parecia fácil construir uma ligação entre Atlântico e Pacífico.
O banqueiro procurou investidores, mas a companhia teve de se basear exclusivamente em capital escocês (consumindo imensas quantidades), assim as tentativas de conseguir dinheiro na Inglaterra, Holanda e França esbarraram em dificuldades políticas.

### Nova Caledônia
Em 16 de novembro de 1698, a frota de Expedição a Darién ancorou na Baía de Darién. Os contatos com os índios locais foram positivos,  entendiam espanhol, estes ficaram satisfeitos porque os recém-chegados não eram espanhóis. Os escoceses fizeram um acordo com o líder local, Andreas, e puderam escolher uma pequena península para assentamento, onde construíram os primeiros barracos, fundando a vila de Nova Caledônia. O clima tropical logo fez vítimas - o secretário de Paterson, Thomas Fenner, faleceu no dia da chegada a Darién com Ruhr, pouco depois, foram a esposa e filho de Paterson.
A chuva contínua impediu o cultivo planejado das safras e também descobriu-se que grande parte dos suprimentos trazidos com eles apodreceu nos navios. Posteriormente um navio com provisões de alimentos não se concretizou porque afundou no largo de Islay, ainda em águas escocesas.
No início de maio, Paterson, doente, escreveu uma carta que deu a um saveiro que navegava para a Jamaica; onde solicitou suprimentos e garantiu que o sucesso da colônia tornaria as ações da Companhia da Escócia as mais valiosas da Europa. Duas semanas depois, um navio inglês entregou uma proclamação do governador jamaicano ordenando a todos os ingleses a não ajudarem os colonos escoceses. Em seguida ocorreu um ataque a Darién por um pequeno contingente espanhol selando o destino da colônia; os colonos decidiram recuar e Paterson ainda doente, foi levado a bordo do navio Unicorn como forma de protesto.

##### Retorno
O fracasso da colonização em Darién enfraqueceu severamente as finanças da Escócia e a posição em relação à Inglaterra, resultando no Ato de Liquidação de 1701 e no Ato de União de 1707, a unificação da Escócia e da Inglaterra, que foram aceitos pelo Parlamento escocês principalmente por causa da situação financeira desolada. Como parte da unificação, a Inglaterra pagou à Escócia a soma de £ 398.085 libras e 10 xelins, dos quais £ 232.884 e 5 xelins foram disponibilizados como reembolso aos investidores no projeto fracassado de Darién com juros de 5%. Paterson foi responsável por calcular essas somas.